# 진주우체국
진주우체국은 경상남도 진주시를 관할하는 부산지방우정청 소속 우체국이다.

## 연혁
- 1896년 7월 25일: 진주우체사로 개사
- 1906년 6월 30일: 진주우편국으로 개칭
- 1947년 5월 1일: 과제관서로 편제 개편
- 1950년 1월 12일: 진주우체국으로 개칭
- 1988년 12월 29일: 현 청사 개축 준공
- 1996년 7월 25일: 진주우체국 100년
- 2009년 10월 21일: 소포작업장 증축
- 2009년 11월 16일: 금산면과 대곡면 배달구역을 진주일반성우체국에서 진주우체국으로 변경[1]
- 2011년 11월 20일: 진주상평동우체국 폐국[2]
- 2011년 12월 19일: 대곡우체국을 진주대곡우체국으로, 미천우체국을 진주미천우체국으로, 사봉우체국을 진주사봉우체국으로, 이반성우체국을 진주이반성우체국으로, 지수우체국을 진주지수우체국으로, 진성우체국을 진주진성우체국으로, 집현우체국을 진주집현우체국으로 명칭 변경[3]
- 2012년 2월 20일: 진주상대2동우편취급국, 진주도동우편취급국 위탁계약 해지[4] 및 재개국[5]
- 2013년 7월 1일: 명석우체국을 진주명석우체국으로 명칭 변경[6]
- 2014년 1월 1일: 우편구역을 다음과 같이 고시[7]

| 배달국           | 배달구역                                                                                       | 구역번호                                  |
| ---------------- | ---------------------------------------------------------------------------------------------- | ----------------------------------------- |
| 진주우체국       | 진주시 동 전체, 금산면 · 내동면 · 대곡면 · 대평면 · 명석면 · 미천면 · 수곡면 · 정촌면 · 집현면 | 52600 ~ 52608 52625 ~ 52829 52844 ~ 52849 |
| 진주일반성우체국 | 문산읍 · 금곡면 · 사봉면 · 지수면 · 이반성면 · 일반성면                                        | 52609 ~ 52624 52830 ~ 52843               |

- 2014년 2월 27일: 문산읍 일부가 진주시 총무공동으로 편입되면서 우편구역을 다음과 같이 변경 고시[8]

| 변경전           | 변경전                                                                                         | 변경전                                    | 변경후           | 변경후                                                                                         | 변경후                                    |
| 배달국           | 배달구역                                                                                       | 배달구역                                  | 배달국           | 배달구역                                                                                       | 배달구역                                  |
| 배달국           | 행정구역                                                                                       | 구역번호                                  | 배달국           | 행정구역                                                                                       | 구역번호                                  |
| ---------------- | ---------------------------------------------------------------------------------------------- | ----------------------------------------- | ---------------- | ---------------------------------------------------------------------------------------------- | ----------------------------------------- |
| 진주우체국       | 진주시 동 전체, 금산면 · 내동면 · 대곡면 · 대평면 · 명석면 · 미천면 · 수곡면 · 정촌면 · 집현면 | 52600 ~ 52608 52625 ~ 52829 52844 ~ 52849 | 진주우체국       | 진주시 동 전체, 금산면 · 내동면 · 대곡면 · 대평면 · 명석면 · 미천면 · 수곡면 · 정촌면 · 집현면 | 52600 ~ 52608 52625 ~ 52831 52844 ~ 52849 |
| 진주일반성우체국 | 문산읍 · 금곡면 · 사봉면 · 지수면 · 이반성면 · 일반성면                                        | 52609 ~ 52624 52830 ~ 52843               | 진주일반성우체국 | 문산읍 · 금곡면 · 사봉면 · 지수면 · 이반성면 · 일반성면                                        | 52609 ~ 52624 52832 ~ 52843               |

- 2014년 7월 4일: 경상대학교우체국 폐국[9]
- 2015년 12월 31일: 진주수정동우체국 폐국[10]
- 2017년 7월 1일: 진주경상대학교우편취급국 폐국[11]
- 2017년 7월 3일: 취급국 운영효율화를 위해 진주상대2동우편취급국이 진주시 동진로 231에서 진주시 진주대로 501 경상대학교 학생회관 1층으로 이전, 진주상대2동우편취급국을 진주경상대학교우편취급국으로 명칭 변경[12]
- 2020년 9월 1일 : 진주내동우체국 점심시간 휴무 시행[13]
- 2021년 6월 21일 : 진주경상대학교우편취급국을 경상국립대학교우편취급국으로 명칭 변경[14]

## 관할 우체국
| 우체국명                 | 사진 | 주소                                        | 비고 |
| ------------------------ | ---- | ------------------------------------------- | --- |
| 경상국립대학교우편취급국 |      | 경상남도 진주시 진주대로 501 (가좌동)       | 2017년 7월 3일 진주상대2동우편취급국에서 명칭 변경 및 이전 2021년 6월 21일 진주경상대학교우편취급국에서 명칭 변경 |
| 제306군사우체국          |      | 경상남도 진주시 금산면 속사리 사서함 306-2  | |
| 진주가좌동우체국         |      | 경상남도 진주시 가좌길74번길 11 (가좌동)    | |
| 진주경상대학교우편취급국 |      | 경상남도 진주시 진주대로 501                | 2014년 7월 4일 우체국 폐국 2017년 7월 1일 우편취급국 폐국                                                         |
| 진주금곡우체국           |      | 경상남도 진주시 금곡면 월아산로 115         | |
| 진주금산우체국           |      | 경상남도 진주시 금산면 금산순환로 40        | |
| 진주내동우체국           |      | 경상남도 진주시 내동면 순환로 370           | 점심시간 휴무 시행                                                                                                |
| 진주대곡우체국           |      | 경상남도 진주시 대곡면 진의로 1090          | 별정우체국 2011년 12월 19일 대곡우체국에서 명칭 변경                                                              |
| 진주대평우체국           |      | 경상남도 진주시 대평면 한들길 52            | |
| 진주도동우편취급국       |      | 경상남도 진주시 대신로340번길 7 (하대동)    | |
| 진주명석우체국           |      | 경상남도 진주시 명석면 광제산로 17          | 2013년 7월 1일 명석우체국에서 명칭 변경                                                                           |
| 진주문산우체국           |      | 경상남도 진주시 문산읍 동부로609번길 10     | |
| 진주미천우체국           |      | 경상남도 진주시 미천면 진산로 1824          | 별정우체국 2011년 12월 19일 미천우체국에서 명칭 변경                                                              |
| 진주사봉우체국           |      | 경상남도 진주시 사봉면 사군로 51            | 별정우체국 2011년 12월 19일 사봉우체국에서 명칭 변경                                                              |
| 진주상대동우체국         |      | 경상남도 진주시 솔밭로 129 (상대동)         | |
| 진주상봉서동우편취급국   |      | 경상남도 진주시 창렬로 128 (상봉동)         | |
| 진주상평공단우편취급국   |      | 경상남도 진주시 돗골로117번길 13 (상평동)   | |
| 진주상평동우체국         |      | 경상남도 진주시 상평동 204-13               | 2011년 11월 20일 폐국                                                                                             |
| 진주서부우편취급국       |      | 경상남도 진주시 평거로 159 (신안동)         | |
| 진주수곡우체국           |      | 경상남도 진주시 수곡면 곤수로 977           | |
| 진주수정동우체국         |      | 경상남도 진주시 향교로 33                   | 2015년 12월 31일 폐국                                                                                             |
| 진주신안동우체국         |      | 경상남도 진주시 평거로 86 (신안동)          | |
| 진주옥봉동우편취급국     |      | 경상남도 진주시 진산로 5 (옥봉동)           | |
| 진주이반성우체국         |      | 경상남도 진주시 이반성면 오봉산로 707       | 별정우체국 2011년 12월 19일 이반성우체국에서 명칭 변경                                                            |
| 진주이현동우체국         |      | 경상남도 진주시 평거로 272 (이현동)         | |
| 진주일반성우체국         |      | 경상남도 진주시 일반성면 동부로 1941        | |
| 진주지수우체국           |      | 경상남도 진주시 지수면 지수로 488           | 별정우체국 2011년 12월 19일 지수우체국에서 명칭 변경                                                              |
| 진주진성우체국           |      | 경상남도 진주시 진성면 동부로 1316          | 별정우체국 2011년 12월 19일 진성우체국에서 명칭 변경                                                              |
| 진주집현우체국           |      | 경상남도 진주시 집현면 진산로 529           | 별정우체국 2011년 12월 19일 집현우체국에서 명칭 변경                                                              |
| 진주천전우편취급국       |      | 경상남도 진주시 진주대로856번길 9 (주약동)  | |
| 진주초장동우체국         |      | 경상남도 진주시 초장로14번길 18 (초장동)    | |
| 진주칠암동우체국         |      | 경상남도 진주시 진주대로 940 (칠암동)       | |
| 진주평거동우체국         |      | 경상남도 진주시 진양호로125번길 15 (평거동) | |
| 진주하대동우체국         |      | 경상남도 진주시 도동로 182 (하대동)         | |

## 조직
- 우편물류과
  - 집배실
  - 운용실
  - 소포실
- 지원과
- 영업과
  - 고객지원실
- 경영지도실